# Веставия-Хилс
Веставия-Хилс (англ. Vestavia Hills , в разговорной речи известный просто как Веставия) — город в округах Джефферсон и Шелби в США, штат Алабама. Это пригород Бирмингема, состоящий из районов Веставия, Либерти-парк и Кахаба-Хайтс. По данным переписи 2020 года численность населения составляла 39 102 человека. Веставия-Хиллз — третий по величине город округа Джефферсон в 2020 году после Бирмингема и Гувера. Веставия-Хиллз — тринадцатый по величине город в Алабаме. 

## Население
| 2010   | 2020    |
| ------ | ------- |
| 34 033 | ↗39 102 |